# Liste des maires de Sablé-sur-Sarthe
La liste des maires de Sablé-sur-Sarthe présente la liste des maires de la commune française de Sablé-sur-Sarthe, située dans le département de la Sarthe en région Pays de la Loire.

## L'Hôtel de ville

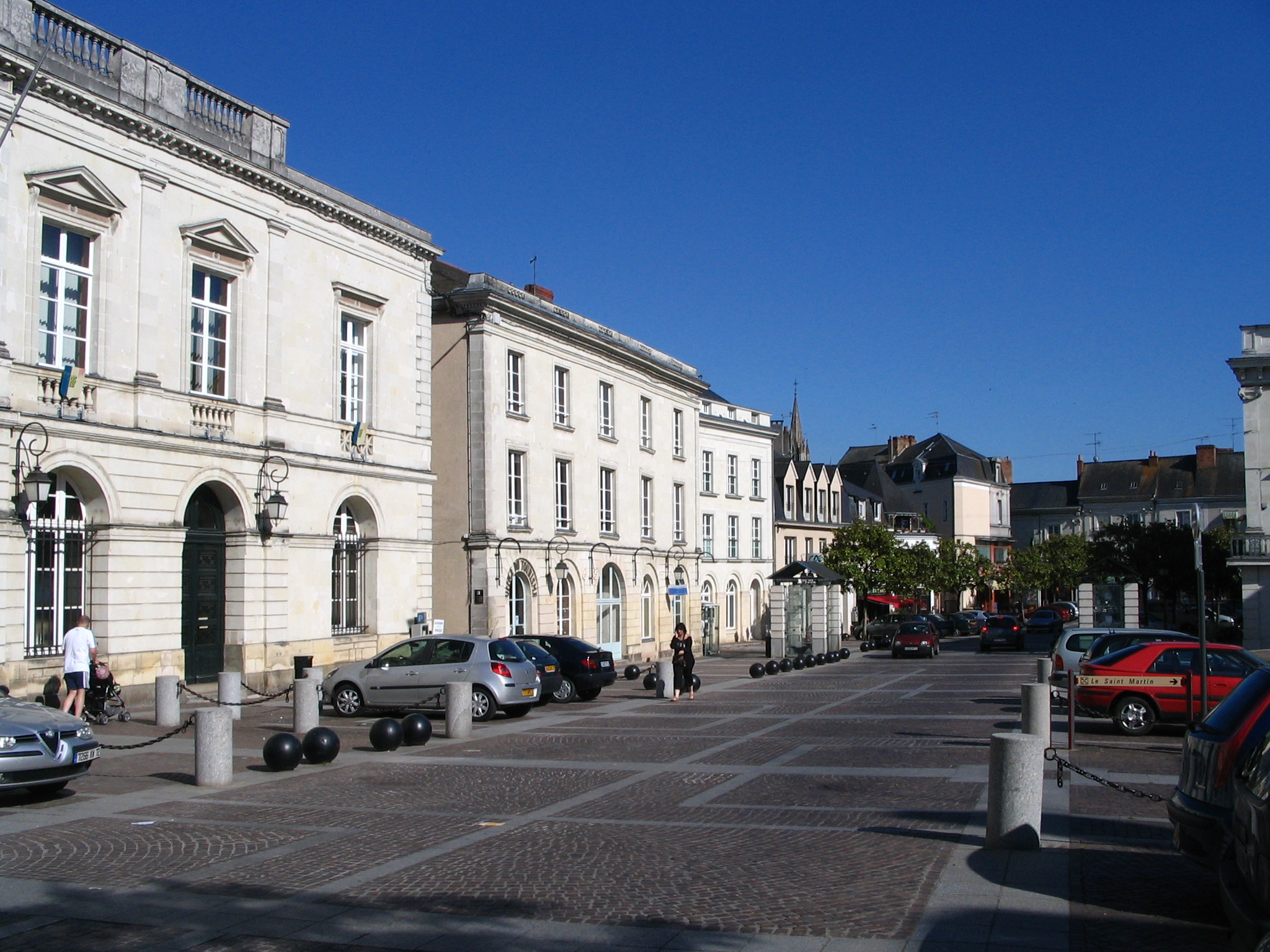
L'hôtel de ville, à gauche.

## Liste des maires

### Entre 1790 et 1945
| Période                                  | Période                    | Identité                                          | Étiquette | Qualité |
| ---------------------------------------- | -------------------------- | ------------------------------------------------- | --------- | --- |
| 1790                                     | 1790                       | Jean Faissot de Brulon                            |           | |
| juin 1790                                | 1790                       | Joseph Nicolas Godefroy                           |           | |
| décembre 1790                            | 1791                       | Jean Landot                                       |           | |
| 1791                                     | 1795                       | Julien Durand                                     |           | |
| 1795                                     | 1796                       | Jean Baptiste Félicité Crosnier de la Marsollière |           | |
| 1796                                     | 1798                       | Florent Chantelou                                 |           | |
| Les données manquantes sont à compléter. |                            |                                                   |           | |
| 1799                                     | 1800                       | Florent Chantelou                                 |           | |
| 1800                                     | 1801                       | Jean Baptiste Félicité Crosnier de la Marsollière |           | |
| 1801                                     | 1812                       | Guy Riobé du Perray                               |           | Président du grenier à sel de Sablé |
| décembre 1812                            | 1813                       | Jean Jacques Pioger                               |           | Notaire, propriétaire |
| janvier 1814                             | 1815                       | Mathurin Cherouvrier                              |           | Notaire |
| 1815                                     | ?                          | M. Moiret-Martellière                             |           | Notaire |
| ?                                        | 1821                       | Mathurin Cherouvrier                              |           | Notaire |
| 1821                                     | mars 1824                  | M. Marcais                                        |           | |
| mars 1824                                | 1831                       | Mathurin Cherouvrier                              |           | Notaire Conseiller d'arrondissement [Quand ?] |
| décembre 1831                            | 1837                       | Julien Jean Dugué                                 |           | Propriétaire, suppléant du juge de paix Conseiller général de Sablé-sur-Sarthe (1839-1848) Conseiller d'arrondissement (1833 → 1839)                                                          |
| septembre 1837                           | 1844                       | Émile Benjamin Cherouvrier                        |           | Avocat et notaire |
| 29 mai 1844                              | août 1848                  | Édouard Aucerne                                   |           | |
| août 1848                                | septembre 1858             | Léon Géré                                         |           | Géomètre-expert Conseiller général de Sablé-sur-Sarthe (1848 → 1858) |
| septembre 1858                           | août 1862                  | Félix Huvé                                        |           | Directeur des mines de charbon à Juigné, ingénieur civil |
| août 1862                                | mars 1863                  | Michel Leroyer-Charpentier                        |           | |
| 23 mars 1863                             | 24 septembre 1870          | Pierre Eugène Chevrier                            |           | Notaire honoraire, ancien officier de la Garde nationale Adjoint au maire (1853 → 1863) |
| 1871                                     | 1871                       | Joseph Michel-Vielle                              |           | Maire provisoire |
| mai 1871                                 | mars 1872                  | Michel Leroyer-Charpentier                        |           | |
| mars 1872                                | mars 1878                  | Joseph Michel-Vielle                              |           | |
| février 1879                             | avril 1880                 | Théophile Rétif                                   |           | |
| 21 avril 1880                            | 28 août 1904 (décès)       | Prosper Legludic                                  | GD        | Docteur en médecine Député de la Sarthe (1885 → 1895) Sénateur de la Sarthe (1895 → 1904) Conseiller général de Sablé-sur-Sarthe (1892 → 1904) Vice-président du conseil général de la Sarthe |
| 25 septembre 1904                        | juillet 1912 (décès)       | Auguste Coutard                                   |           | Négociant en grains |
| 12 juillet 1912                          | 1er avril 1922 (démission) | Jules Burgevin                                    |           | Conseiller d'arrondissement [Quand ?] |
| 1er avril 1922                           | 17 mai 1925                | Maurice Loiseau,                                  | SFIO      | Pharmacien |
| 17 mai 1925                              | 19 mai 1929                | Fernand Leroy                                     |           | Maire d'Asnières-sur-Vègre (1945 → 1959) Chevalier de la Légion d'honneur |
| 19 mai 1929                              | 9 août 1940                | Raphaël Élizé                                     | SFIO      | Vétérinaire, résistant (réseau Buckmaster) Croix de guerre 1914-1918 Mort en déportation |
| 9 août 1940                              | mars 1941                  | Fernand Lemaire                                   |           | Industriel Adjoint faisant fonction de maire |
| mars 1941                                | août 1944                  | Constant Chevalier                                |           | Agriculteur, président de la chambre d'agriculture Chevalier de la Légion d'honneur, officier du Mérite agricole Nommé maire par arrêté préfectoral                                           |
| 12 août 1944                             | 14 mai 1945                | Fernand Lemaire,                                  |           | Industriel Adjoint au maire (1935 → 1940) Président de la délégation spéciale |

### Depuis 1945
Depuis l'après-guerre, sept maires se sont succédé à la tête de Sablé-sur-Sarthe.
| Période         | Période                   | Identité         | Étiquette             | Qualité |
| --------------- | ------------------------- | ---------------- | --------------------- | --- |
| 14 mai 1945     | 14 mars 1959              | Georges Mention  | MRP (app.)            | Commerçant quincaillier Réélu en 1947 et 1953 |
| 14 mars 1959    | 14 décembre 1980 (décès)  | Joël Le Theule   | UNR puis UDR puis RPR | Professeur agrégé Ministre (1968 → 1969 et 1978 → 1980) Député de la Sarthe (4e circ.) (1958 → 1980) Réélu en 1965, 1971 et 1977 |
| 16 janvier 1981 | 18 mars 1983              | Pierre Daguet    | RPR                   | Industriel en orfèvrerie, dirigeant de l'orfèvrerie Liberty Premier adjoint au maire (1959 → 1981) |
| 18 mars 1983    | 18 mars 2001              | François Fillon  | RPR                   | Ministre (1993 → 1997) Député de la Sarthe (4e circ.) (1981 → 1986 et 1988 → 2002) Député de la Sarthe (1986 → 1988) Conseiller régional des Pays de la Loire (1998 → 2007) Président du conseil régional des Pays de la Loire (1998 → 2002) Conseiller général de Sablé-sur-Sarthe (1981 → 1998) Président du conseil général de la Sarthe (1992 → 1998) Président de la CC de Sablé-sur-Sarthe (2001 → 2012) Réélu en 1989 et 1995 |
| 18 mars 2001    | 21 mars 2008              | Pierre Touchard, | RPR puis UMP          | Directeur financier retraité Adjoint au maire chargé des affaires sociales (1983 → 2001) Conseiller général de Sablé-sur-Sarthe (1998 → 2015) Vice-président du conseil général de la Sarthe ( → 2015) Membre du Conseil économique, social et environnemental, Chevalier de la Légion d'honneur |
| 21 mars 2008    | 3 juillet 2020            | Marc Joulaud     | UMP puis LR           | Collaborateur d'élu Premier adjoint au maire (2001 → 2008) Député européen (2014 → 2019) Député de la Sarthe (4e circ.) (2002 → 2012) Président de la CC de Sablé-sur-Sarthe, (2012 → 2020) Réélu en 2014, |
| 3 juillet 2020  | En cours (au 4 juin 2020) | Nicolas Leudière | DVD puis HOR          | Fonctionnaire territorial 1er vice-président de la CC du Pays Sabolien (2020 → ) |

## Conseil municipal actuel
Les 33 sièges composant le conseil municipal de Sablé-sur-Sarthe ont été pourvus le 28 juin 2020 à l'issue du second tour de scrutin. Actuellement, il est réparti comme suit : 

## Résultats des élections municipales

### Élection municipale de 2020
| Tête de liste            | Tête de liste            | Liste                    | Premier tour | Premier tour | Second tour | Second tour | Sièges | Sièges |
| Tête de liste            | Tête de liste            | Liste                    | Voix         | %            | Voix        | %           | CM     | CC     |
| ------------------------ | ------------------------ | ------------------------ | ------------ | ------------ | ----------- | ----------- | ------ | ------ |
|                          | Nicolas Leudière         | DIV                      | 1 245        | 43,94        | 1 472       | 47,96       | 25     | 12     |
| Sablé 2020               |                          |                          | 1 245        | 43,94        | 1 472       | 47,96       | 25     | 12     |
|                          | Marc Joulaud *           | LR                       | 1 106        | 39,03        | 1 339       | 43,62       | 7      | 4      |
| Sablé au cœur            |                          |                          | 1 106        | 39,03        | 1 339       | 43,62       | 7      | 4      |
|                          | Rémi Mareau              | DVG-PA                   | 323          | 11,40        | 258         | 8,40        | 1      | 0      |
| Mieux vivre à Sablé      |                          |                          | 323          | 11,40        | 258         | 8,40        | 1      | 0      |
|                          | Jean-Luc Ballot          | LREM                     | 159          | 5,61         |             |             |        |        |
| Ensemble pour Sablé 2020 |                          |                          | 159          | 5,61         |             |             |        |        |
|                          |                          |                          |              |              |             |             |        |        |
| Votes exprimés           | Votes exprimés           | Votes exprimés           | 2 833        | 93,81        | 3 069       | 97,37       |        |        |
| Votes blancs             | Votes blancs             | Votes blancs             | 62           | 2,05         | 23          | 0,73        |        |        |
| Votes nuls               | Votes nuls               | Votes nuls               | 125          | 4,14         | 60          | 1,90        |        |        |
| Total                    | Total                    | Total                    | 3 020        | 100,00       | 3 152       | 100,00      | 33     | 16     |
| Abstentions              | Abstentions              | Abstentions              | 4 876        | 61,75        | 4 754       | 60,13       |        |        |
| Inscrits / participation | Inscrits / participation | Inscrits / participation | 7 896        | 38,25        | 7 906       | 39,87       |        |        |
| * Liste du maire sortant |                          |                          |              |              |             |             |        |        |

### Élection municipale de 2014
|                              | Marc Joulaud * | UMP            | 2 674 | 68,30  | 28 | 14 |  |  |
| Sablé ensemble               |                |                | 2 674 | 68,30  | 28 | 14 |  |  |
|                              | Claire Belot   | DVG            | 1 241 | 31,69  | 5  | 2  |  |  |
| Sablé avec vous et pour vous |                |                | 1 241 | 31,69  | 5  | 2  |  |  |
|                              |                |                |       |        |    |    |  |  |
| Inscrits                     | Inscrits       | Inscrits       | 8 292 | 100,00 |    |    |  |  |
| Abstentions                  | Abstentions    | Abstentions    | 3 928 | 47,37  |    |    |  |  |
| Votants                      | Votants        | Votants        | 4 364 | 52,63  |    |    |  |  |
| Blancs et nuls               | Blancs et nuls | Blancs et nuls | 449   | 10,29  |    |    |  |  |
| Exprimés                     | Exprimés       | Exprimés       | 3 915 | 89,71  |    |    |  |  |
| * Liste du maire sortant     |                |                |       |        |    |    |  |  |

### Élection municipale de 2008
|                | Marc Joulaud          | UMP            | 3 180 | 67,49  | 28 |  |  |  |
| Sablé ensemble |                       |                | 3 180 | 67,49  | 28 |  |  |  |
|                | Annie Boyreau-Dorizon | PS-DVG         | 1 532 | 32,51  | 5  |  |  |  |
| Changer Sablé  |                       |                | 1 532 | 32,51  | 5  |  |  |  |
|                |                       |                |       |        |    |  |  |  |
| Inscrits       | Inscrits              | Inscrits       | 8 337 | 100,00 |    |  |  |  |
| Abstentions    | Abstentions           | Abstentions    | 3 361 | 40,31  |    |  |  |  |
| Votants        | Votants               | Votants        | 4 976 | 59,68  |    |  |  |  |
| Blancs ou nuls | Blancs ou nuls        | Blancs ou nuls | 264   | 5,30   |    |  |  |  |
| Exprimés       | Exprimés              | Exprimés       | 4 712 | 94,70  |    |  |  |  |

### Élection municipale de 2001
|                              | Pierre Touchard       | RPR-DVD (Un. d.) | 3 267 | 71,52  | 29 |  |  |  |
| Sablé pour tous              |                       |                  | 3 267 | 71,52  | 29 |  |  |  |
|                              | Annie Boyreau-Dorizon | PS-PCF-MGP-DVG   | 1 301 | 28,48  | 4  |  |  |  |
| Sablé dynamique et solidaire |                       |                  | 1 301 | 28,48  | 4  |  |  |  |
|                              |                       |                  |       |        |    |  |  |  |
| Inscrits                     | Inscrits              | Inscrits         | 8 547 | 100,00 |    |  |  |  |
| Abstentions                  | Abstentions           | Abstentions      | 3 689 | 43,18  |    |  |  |  |
| Votants                      | Votants               | Votants          | 4 858 | 56,82  |    |  |  |  |
| Blancs ou nuls               | Blancs ou nuls        | Blancs ou nuls   | 290   | 5,97   |    |  |  |  |
| Exprimés                     | Exprimés              | Exprimés         | 4 568 | 94,03  |    |  |  |  |

### Élection municipale de 1995
|                                  | François Fillon *  | RPR (Un. d.)                    | 4 020 | 77,29  | 30 |  |  |  |
| Liste François Fillon pour Sablé |                    |                                 | 4 020 | 77,29  | 30 |  |  |  |
|                                  | Gérard Frétellière | MGP-AREV-PCF-Verts-DVG (Un. g.) | 1 181 | 22,71  | 3  |  |  |  |
| Sablé autrement                  |                    |                                 | 1 181 | 22,71  | 3  |  |  |  |
|                                  |                    |                                 |       |        |    |  |  |  |
| Inscrits                         | Inscrits           | Inscrits                        | 8 667 | 100,00 |    |  |  |  |
| Abstentions                      | Abstentions        | Abstentions                     | 3 249 | 37,49  |    |  |  |  |
| Votants                          | Votants            | Votants                         | 5 418 | 62,51  |    |  |  |  |
| Blancs ou nuls                   | Blancs ou nuls     | Blancs ou nuls                  | 217   | 4,00   |    |  |  |  |
| Exprimés                         | Exprimés           | Exprimés                        | 5 201 | 95,99  |    |  |  |  |
| * Liste du maire sortant         |                    |                                 |       |        |    |  |  |  |

### Élection municipale de 1989
|                                           | François Fillon * | RPR (Un. d.) | 3 618 | 70,12  | 28 |  |  |  |
| Liste d'union pour l'expansion sabolienne |                   |              | 3 618 | 70,12  | 28 |  |  |  |
|                                           | Jacqueline Aboa   | PS-PSU-DVG   | 1 542 | 29,88  | 5  |  |  |  |
| Vivre ensemble à Sablé                    |                   |              | 1 542 | 29,88  | 5  |  |  |  |
|                                           |                   |              |       |        |    |  |  |  |
| Inscrits                                  | Inscrits          | Inscrits     | 8 027 | 100,00 |    |  |  |  |
| Abstentions                               | Abstentions       | Abstentions  | 2 314 | 28,83  |    |  |  |  |
| Votants                                   | Votants           | Votants      | 5 713 | 71,17  |    |  |  |  |
| Nuls                                      | Nuls              | Nuls         | 553   | 6,89   |    |  |  |  |
| Exprimés                                  | Exprimés          | Exprimés     | 5 160 | 64,28  |    |  |  |  |
| * Liste du maire sortant                  |                   |              |       |        |    |  |  |  |

### Élection municipale de 1983
|                                                                                  | François Fillon * | RPR                     | 4 205 | 68,05  | 29 |  |  |  |
| Liste d'union pour l'expansion sabolienne                                        |                   |                         | 4 205 | 68,05  | 29 |  |  |  |
|                                                                                  | Jacqueline Aboa   | PS-PCF-PSU-DVG (Un. g.) | 992   | 16,05  | 2  |  |  |  |
| Liste d'union de la gauche                                                       |                   |                         | 992   | 16,05  | 2  |  |  |  |
|                                                                                  | Gilles Le Theule  | DVD (RPR diss.)         | 982   | 15,89  | 2  |  |  |  |
| Liste d'union pour le maintien de l'acquis et la préparation de l'avenir à Sablé |                   |                         | 982   | 15,89  | 2  |  |  |  |
|                                                                                  |                   |                         |       |        |    |  |  |  |
| Inscrits                                                                         | Inscrits          | Inscrits                | 7 781 | 100,00 |    |  |  |  |
| Abstentions                                                                      | Abstentions       | Abstentions             | 1 466 | 18,84  |    |  |  |  |
| Votants                                                                          | Votants           | Votants                 | 6 315 | 81,16  |    |  |  |  |
| Nuls                                                                             | Nuls              | Nuls                    | 136   | 1,75   |    |  |  |  |
| Exprimés                                                                         | Exprimés          | Exprimés                | 6 179 | 79,41  |    |  |  |  |
| * Liste du maire sortant                                                         |                   |                         |       |        |    |  |  |  |

### Élection municipale de 1977
| Tête de liste                             | Tête de liste    | Liste               | Premier tour | Premier tour | Sièges | Sièges |
| Tête de liste                             | Tête de liste    | Liste               | Voix         | %            | CM     |        |
| ----------------------------------------- | ---------------- | ------------------- | ------------ | ------------ | ------ | ------ |
|                                           | Joël Le Theule * | RPR                 | 3 834        | 75,34        | 27     |        |
| Liste d'union pour l'expansion sabolienne |                  |                     | 3 834        | 75,34        | 27     |        |
|                                           | ?                | PS-PCF-PSU (Un. g.) | 1 044        | 20,51        | 0      |        |
| Liste d'union de la gauche                |                  |                     | 1 044        | 20,51        | 0      |        |
|                                           |                  |                     |              |              |        |        |
| Inscrits                                  | Inscrits         | Inscrits            | 6 513        | 100,00       |        |        |
| Abstentions                               | Abstentions      | Abstentions         | 1 288        | 19,77        |        |        |
| Votants                                   | Votants          | Votants             | 5 225        | 80,22        |        |        |
| Exprimés                                  | Exprimés         | Exprimés            | 5 089        | 78,13        |        |        |
| * Liste du maire sortant                  |                  |                     |              |              |        |        |